# 川原美杏
川原 美杏（かわはら みあん、2008年5月31日 - ）は、日本のファッションモデルである。
所属事務所はイデア。本名同じ。

## 来歴
- 2021年に行われた第25回ニコラモデルオーディションにて、グランプリを獲得し、ニコラの専属モデルとなる（合格時は中1）。

## 人物
- 趣味はヘアメイクで、特技は水泳とクレヨンしんちゃんのモノマネである。
- ハーフ （母方が日本人の血が4分の3とアメリカ人の血が4分の1、父方がスペイン人）であり、日本生まれだが日本、アメリカ、スペインの多重国籍者である。
- 好物はガトーショコラと馬刺しであるが、2023年度ではかまぼこ、いちご、マンゴーを挙げている。

## 書籍
- ニコラ （2021年10月号 - ）